# Microplexia ferrea
Microplexia ferrea là một loài bướm đêm trong họ Noctuidae.